# 小行星3848
小行星3848（3848 Analucia）是一颗绕太阳运转的小行星，为主小行星带小行星。该小行星于1982年3月21日发现。

## 轨道参数
小行星3848的轨道半长轴为2.4540647 UA，离心率为0.094。